# Éric Frayssinet
Pour les articles homonymes, voir Frayssinet.
Pas d'image ? Cliquez ici

a Compétitions nationales et continentales officielles uniquement.

b Matchs officiels uniquement.
Éric Frayssinet, né le 4 août 1975 à Albi (Tarn) où il est mort le 26 avril 2025,, est un joueur international français de rugby à XIII évoluant au poste de deuxième ligne dans les années 1990 à 2000.
Natif d'Albi, il pratique le rugby à XIII dans ses jeunes années au R.C. Albigeois, club dans lequel son grand-père Georges Frayssinet en est le président dans les années 1970. C'est avec ce dernier qu'il fait ses débuts dans le Championnat de France. Club en difficulté, il rejoint ensuite le Toulouse olympique XIII qui dispute les premières places du Championnat. Avec celui-ci, il remporte le Championnat en 2000 et joue trois autres finales en 2001, 2005 et 2006, côtoyant Sébastien Raguin, Jean Frison, Jérôme Vincent, Fabrice Estebanez et Mark Faumuina. Le club toulousain effectue une épopée également avec une demi-finale de Challenge Cup en 2005 perdue contre Leeds Rhinos.
Parallèlement, il est appelé à quelques reprises en équipe de France de 1997 à 2003 comptant cinq sélections.

## Biographie

### 2005: épopée en Challenge Cup aux portes de la finale avec le Toulouse Olympique XIII
Composition de Toulouse :
En 2005, Le Toulouse Olympique prend part sur invitation à la compétition anglaise de la Challenge Cup 2005, aux côtés de trois autres clubs français : l'Union Treiziste Catalane (« U.T.C. »), le S.M. Pia et le R.C. Saint-Gaudens. Le club toulousain, sous la houlette de Justin Morgan, débute cette édition à l'extérieur par deux larges victoires 58 à 18 face aux Blackpool Panthers et 60 à 12 face aux Wath Brow Hornets. Qualifiés pour les huitièmes de finale, à l'instar de l'U.T.C., les Toulousains prennent le dessus sur le club des Doncaster Dragons 32 à 18 au stade des Minimes. En quart-de-finale, il accueille les Widnes Vikings, pensionnaire de la Super League, championnat élite d'Angleterre. Devant près de 4 500 spectateurs, les Toulousains surprennent leurs hôtes en s'imposant 40 à 24 pour s'offrir les demi-finales. Sur terrain neutre du Galpharm Stadium d'Huddersfield devant 10 553 spectateurs, les Toulousains, amputés de son troisième ligne Trent Robinson mais avec Éric Frayssinet sur le banc, défient les Leeds Rhinos entraînés par Tony Smith. La première période se dispute âprement par les deux équipes qui prennent chacune son tour l'avantage au score. L'ouverture du score est au crédit du Toulouse olympique XIII par Adrien Viala auquel répond Chris MacKenna, puis le capitaine toulousain James Wynne inscrit un essai sous les poteaux  auquel répond Gareth Ellis pour Leeds. 12 à 12 à la demi-heure de jeu, Leeds accélère et marque deux essais par Rob Burrow et Ali Lauiti'iti menant 22 à 12. Les Toulousains finissent en fin de période à marquer un troisième essai par Sébastien Raguin, le score étant alors à l'avantage de Leeds de 22 à 18. Au retour des vestiaires, les Toulousains sont tout proche de marquer un essai avec un ballon porté par Vincent Almuzara qui oublie deux partenaires mieux placés. Le match bascule derrière en faveur de Leeds qui domine largement la seconde période. Ils inscrivent cinq essais de plus et s'imposent 56 à 18. L'entraîneur toulousain, Justin Morgan, salue son équipe, lui qui rejoint dans les jours à venir Hull KR, appelant les clubs anglais à jeter un œil sur les Français qui se sont illustrés tels que S. Raguin, Fabrice Estebanez, Damien Couturier et Cédric Gay. Tony Smith, son homologue de Leeds, admet que sa méconnaissance du club toulousain avait posé quelques problèmes à son équipe mais avait toujours le sentiment que Leeds ferait la différence et avait le contrôle de ce match.

## Palmarès
- Collectif :
  - Vainqueur du Championnat de France : 2000 (Toulouse).
  - Finaliste du Championnat de France : 2001, 2005 et 2006 (Toulouse).
  - Finaliste de la Coupe de France : 2008 (Albi).

### Détails en sélection
| Matchs internationaux d'Éric Frayssinet | Matchs internationaux d'Éric Frayssinet | Matchs internationaux d'Éric Frayssinet | Matchs internationaux d'Éric Frayssinet | Matchs internationaux d'Éric Frayssinet | Matchs internationaux d'Éric Frayssinet | Matchs internationaux d'Éric Frayssinet | Matchs internationaux d'Éric Frayssinet | Matchs internationaux d'Éric Frayssinet | Matchs internationaux d'Éric Frayssinet | Matchs internationaux d'Éric Frayssinet | Matchs internationaux d'Éric Frayssinet |
|                                         | Date                                    | Adversaire                              | Résultat                                | Compétition                             | Poste                                   | Points                                  | Essais                                  | Pen.                                    | Drops                                   |                                         |                                         |
| --------------------------------------- | --------------------------------------- | --------------------------------------- | --------------------------------------- | --------------------------------------- | --------------------------------------- | --------------------------------------- | --------------------------------------- | --------------------------------------- | --------------------------------------- | --------------------------------------- | --------------------------------------- |
| sous les couleurs de la France          |                                         |                                         |                                         |                                         |                                         |                                         |                                         |                                         |                                         |                                         |                                         |
| 1.                                      | 9 décembre 1997                         | Afrique du Sud                          | 30-17                                   | Test-match                              | Remplaçant                              | -                                       | -                                       | -                                       | -                                       |                                         |                                         |
| 2.                                      | 11 novembre 1998                        | Écosse                                  | 26-22                                   | Test-match                              | Deuxième ligne                          | -                                       | -                                       | -                                       | -                                       |                                         |                                         |
| 3.                                      | 14 novembre 1999                        | Liban                                   | 38-24                                   | Test-match                              | Remplaçant                              | -                                       | -                                       | -                                       | -                                       |                                         |                                         |
| 4.                                      | 17 novembre 1999                        | Italie                                  | 10-14                                   | Test-match                              | Remplaçant                              | -                                       | -                                       | -                                       | -                                       |                                         |                                         |
| 5.                                      | 9 mai 2003                              | Russie                                  | 29-12                                   | Test-match                              | Remplaçant                              | -                                       | -                                       | -                                       | -                                       |                                         |                                         |

### Détails en club
| Saison    | Saison                    | Championnat                   | Championnat | Coupe           | Coupe      | Sélection | Sélection | Sélection | Sélection | Sélection | Sélection | Sélection |
| Saison    | Saison                    | Comp.                         | Class.      | Ed.             | Rés.       | Compet.   | M         | Pts       | Ess.      | Buts      | Dp.       |           |
| --------- | ------------------------- | ----------------------------- | ----------- | --------------- | ---------- | --------- | --------- | --------- | --------- | --------- | --------- | --------- |
| 1994-1995 | R.C. Albigeois            | Championnat de France         | 6e          | Coupe de France | 1/8 finale |           |           |           |           |           |           |           |
| 1995-1996 | R.C. Albigeois            | Championnat de France         | 1/4 finale  | Coupe de France | 1/8 finale |           |           |           |           |           |           |           |
| 1996-1997 | R.C. Albigeois            | Championnat de France         | 9e          | Coupe de France | ?          |           |           |           |           |           |           |           |
| 1997-1998 | R.C. Albigeois            | Championnat de France         | 12e         | Coupe de France | 1/8 finale |           | 1         | -         | -         | -         | -         |           |
| 1998-1999 | Toulouse olympique XIII   | Championnat de France         | 1/2 finale  | Coupe de France | 1/8 finale |           | 1         | -         | -         | -         | -         |           |
| 1999-2000 | Toulouse olympique XIII   | Championnat de France         | Champion    | Coupe de France | 1/8 finale | Cmed      | 2         | -         | -         | -         | -         |           |
| 2000-2001 | Toulouse olympique XIII   | Championnat de France         | Finaliste   | Coupe de France | 1/2 finale |           |           |           |           |           |           |           |
| 2001-2002 | Toulouse olympique XIII   | Championnat de France         | 1/2 finale  | Coupe de France | 1/4 finale |           |           |           |           |           |           |           |
| 2002-2003 | Toulouse olympique XIII   | Championnat de France         | 1/4 finale  | Coupe de France | 1/2 finale | Cmed      | 1         | -         | -         | -         | -         |           |
| 2003-2004 | Toulouse olympique XIII   | Championnat de France         | 1/4 finale  | Coupe de France | 1/2 finale |           |           |           |           |           |           |           |
| 2004-2005 | Toulouse olympique XIII   | Championnat de France         | Finaliste   | Coupe de France | 1/2 finale |           |           |           |           |           |           |           |
| 2005-2006 | Toulouse olympique XIII   | Championnat de France         | Finaliste   | Coupe de France | 1/2 finale |           |           |           |           |           |           |           |
| 2006-2007 | Union Villefranche-Cahors | Championnat de France         | 9e          | Coupe de France | 1/2 finale |           |           |           |           |           |           |           |
| 2007-2008 | R.C. Albigeois            | Championnat de France         | Barrage     | Coupe de France | Finaliste  |           |           |           |           |           |           |           |
| 2008-2009 | Albi R.L.                 | Championnat de France 2e div. |             | Coupe de France | 1er tour   |           |           |           |           |           |           |           |